# Championnat du monde de billard carambole cadre 47/1
Le Championnat du monde de billard carambole au cadre 47/1 seniors était organisé par l'Union mondiale de billard.

## Palmarès

### Année par année

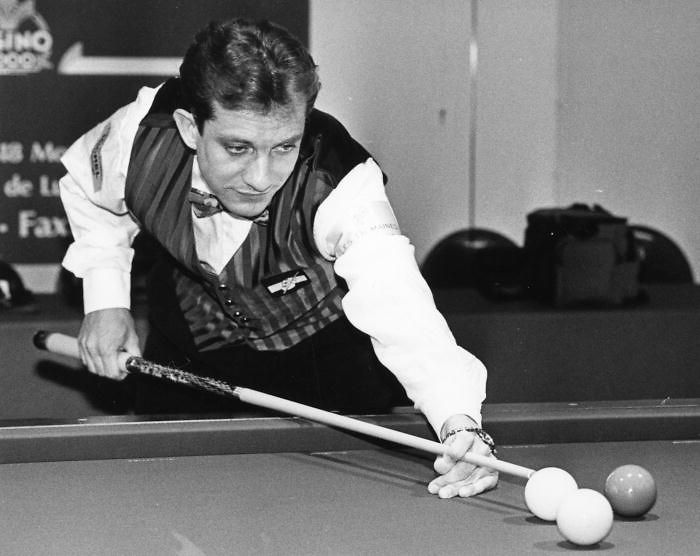
Fonsy Grethen - Dernier champion du monde au cadre 47/1 de l'histoire

Liste des champions du monde de la UMB au cadre 47/1[réf. incomplète],[réf. incomplète],[réf. incomplète].
| Année | Ville hôte          | Vainqueur             | Moyenne générale |
| ----- | ------------------- | --------------------- | ---------------- |
| 1967  | Marseille           | Jean Marty (1)        | 27,28            |
| 1975  | Rotterdam           | Hans Vultink (1)      | 42,76            |
| 1976  | Molluresa           | Raymond Ceulemans (1) | 30,43            |
| 1977  | Groenlo             | Ludo Dielis (1)       | 35,59            |
| 1980  | Bottrop             | Francis Connesson (1) | 30,43            |
| 1982  | Duisbourg           | Francis Connesson (2) | 51,81            |
| 1987  | Landau in der Pfalz | Fonsy Grethen (1)     | 31,25            |

## Records

### Record de la moyenne générale
| Joueur            | Année | Moyenne Générale |
| ----------------- | ----- | ---------------- |
| Francis Connesson | 1982  | 51,81            |

### Record du nombre de victoires
| Joueur            | Nombre de victoires |
| ----------------- | ------------------- |
| Francis Connesson | 2                   |
| Jean Marty        | 1                   |
| Fonsy Grethen     | 1                   |
| Hans Vultink      | 1                   |
| Raymond Ceulemans | 1                   |
| Ludo Dielis       | 1                   |

### Record de victoire par nationalité
| Pays       | Nombre de victoires |
| ---------- | ------------------- |
| France     | 3                   |
| Belgique   | 2                   |
| Luxembourg | 1                   |
| Pays-Bas   | 1                   |